# Omicidio incrociato
Omicidio incrociato (The Hitman) è un film del 1991 diretto da Aaron Norris e interpretato da Chuck Norris.
Negli Stati Uniti d'America il film è uscito il 25 ottobre 1991; in Italia il 6 dicembre dello stesso anno.

## Trama
Siamo a Seattle, il poliziotto Cliff Garret viene gravemente ferito in un'operazione antidroga andata male, organizzata dal suo partner Ronny Delaney. Garrett momentaneamente muore al pronto soccorso, ma viene rianimato da un defibrillatore. Il suo superiore nasconde la sua sopravvivenza, e a Garret viene data una nuova identità. Garret diventa Danny Grogan e si infiltra nella banda mafiosa di Marco Luganni. Il suo piano è di riunire insieme Luganni e il suo rivale francese Andrè Lacombe per poterli arrestare entrambi. Dopo due anni di lavoro del piano, una banda di trafficanti di droga iraniani entra in scena e attacca la banda di Luganni, proprio dopo aver finito un colpo a Lacombe per estorcergli denaro. Grogan torna però ossessionato dalla persona di Ronny Delaney. Delaney nel frattempo sta segretamente lavorando con Luganni per annientare Lacombe e non sa di Grogan. Grogan fa amicizia con un ragazzo orfano Tim Murphy che è vittima di bullismo a un ragazzo bianco razzista del quartiere. La madre di Tim inizia a passare del tempo con lui. Egli dopo aver visto Tim di nuovo vittima di atti di bullismo sulla strada, inizia ad insegnargli a combattere. Delaney, però, riconosce in tv Grogan come Garret, e rapisce Tim legandolo ad una sedia piena di esplosivo, a scopo di far collaborare Garret. Uccide la banda di Luganni ma appena innesca la bomba, Tim sopravvive e si fa avanti Grogan che uccide sia la banda e sia Delaney, mettendogli una bomba addosso e facendolo saltare in aria.

## Curiosità
- Per incoraggiare il piccolo Tim, il personaggio di Chuck Norris gli racconta un episodio di bullismo da lui subito da ragazzino: Trattasi di un vero ricordo di infanzia di Chuck, il quale imparò la lezione e, grazie alle arti marziali e a studi zen, si auto-educò a sconfiggere la paura e reagire con prontezza e freddezza in ogni situazione.
- Chuck Norris e Michael Parks reciteranno nuovamente insieme nella celebre serie televisiva Walker Texas Ranger.